# Čenta, Srbija
Čenta (izvirno srbsko Чента; madžarsko Csenta) je naselje v Srbiji, ki upravno spada pod Občino Zrenjanin; slednja pa je del Srednjebanatskega upravnega okraja.

## Demografija
[[Слика:Banat Josephinische Landaufnahme pg112.jpg|desno|мини|260п|Чента на мапи Јозефинског катастра из 1769-72]]
V naselju, katerega izvirno (srbsko-cirilično) ime je Чента, živi 2448 polnoletnih prebivalcev, pri čemer je njihova povprečna starost 39,2 let (38,1 pri moških in 40,3 pri ženskah). Naselje ima 960 gospodinjstev, pri čemer je povprečno število članov na gospodinjstvo 3,25.
To naselje je, glede na rezultate popisa iz leta 2002, večinoma srbsko.
|  |

| Demografija | Demografija     | Demografija     |
| Leto        | Št. prebivalcev | Št. prebivalcev |
| ----------- | --------------- | --------------- |
|             |                 |                 |
|             |                 |                 |
|             |                 |                 |
|             |                 |                 |
| 1948        | 3293            |                 |
| 1953        | 3298            |                 |
| 1961        | 3182            |                 |
| 1971        | 3224            |                 |
| 1981        | 3192            |                 |
| 1991        | 3001            | 2946            |
| 2002        | 3227            | 3119            |
|             |                 |                 |

| Etnična sestava po popisu iz leta 2002 | Etnična sestava po popisu iz leta 2002 | Etnična sestava po popisu iz leta 2002 | Etnična sestava po popisu iz leta 2002 | Etnična sestava po popisu iz leta 2002 |
| -------------------------------------- | -------------------------------------- | -------------------------------------- | -------------------------------------- | -------------------------------------- |
| Srbi                                   | Srbi                                   |                                        | 2.969                                  | 95,19%                                 |
| Črnogorci                              | Črnogorci                              |                                        | 26                                     | 0,83%                                  |
| Romi                                   | Romi                                   |                                        | 19                                     | 0,60%                                  |
| Hrvati                                 | Hrvati                                 |                                        | 14                                     | 0,44%                                  |
| Makedonci                              | Makedonci                              |                                        | 10                                     | 0,32%                                  |
| Jugoslovani                            | Jugoslovani                            |                                        | 9                                      | 0,28%                                  |
| Madžari                                | Madžari                                |                                        | 6                                      | 0,19%                                  |
| Nemci                                  | Nemci                                  |                                        | 5                                      | 0,16%                                  |
| Slovaki                                | Slovaki                                |                                        | 3                                      | 0,09%                                  |
| Romuni                                 | Romuni                                 |                                        | 2                                      | 0,06%                                  |
| Čehi                                   | Čehi                                   |                                        | 1                                      | 0,03%                                  |
| Ukrajinci                              | Ukrajinci                              |                                        | 1                                      | 0,03%                                  |
| Rusi                                   | Rusi                                   |                                        | 1                                      | 0,03%                                  |
| Albanci                                | Albanci                                |                                        | 1                                      | 0,03%                                  |
| Neznano                                | Neznano                                |                                        | 20                                     | 0,64%                                  |